# Fenologia

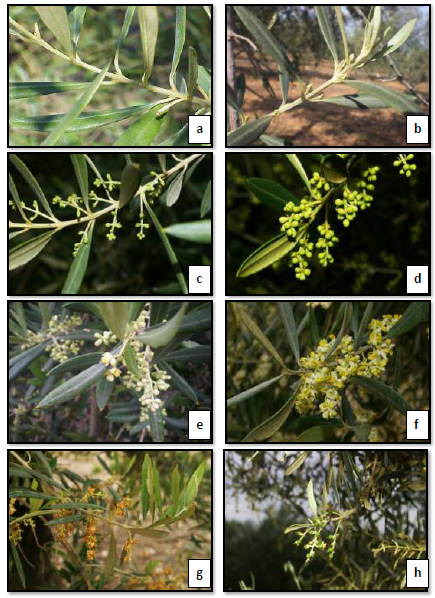
Evolució fenològica de la florida de l'olivera. Escala BBCH: a-50, B-51, C-54, d-57 (<15% de les flors obertes); f-65 (> 15% de les flors obertes); g-67 (<15% de les flors obertes); h-68 (J. Oteros)

La fenologia, terme que deriva de la paraula del grec phaino, 'mostrar', 'aparèixer', és la ciència que estudia la relació entre els factors climàtics i els cicles dels éssers vius. El moment i la durada dels esdeveniments fenològics particulars varia segons els anys depenent de la corresponent situació meteorològica.
La fenologia presenta dues branques:
- la fitofenologia, la part de la fenologia que estudia com afecten les variables climatològiques a les manifestacions periòdiques o estacionals de les plantes (floració, maduració de fruits, aparició i caiguda de fulles, etc.) i
- la zoofenologia, la part de la fenologia que estudia com les variables i les inèrcies climatològiques afecten les activitats periòdiques dels animals (migració, hibernació, muda de pell, canvis d'activitat, etc.).

L'anotació de les dates de l'arribada o tornada de certs ocells migratoris (com en el cas de l'oreneta) és un exemple de l'activitat de la fenologia.
Les dades fenològiques es prenen en petits jardins annexos a observatoris meteorològics, a partir de la informació subministrada per aficionats voluntaris o en centres especialitzats, com és el cas de la finca de La Higueruela, a Toledo, que depèn del CSIC (Consell Superior d'Investigacions Científiques).
S'ha de tenir en compte, a efectes comparatius, que les diferents varietats de plantes conreades tenen cicles que es completen en períodes també diferents.
La recopilació de dades amb sèries de molts anys pot contribuir a millorar la gestió i el rendiment dels conreus. En el cas d'espècies silvestres, també constitueix un avís sobre canvis climàtics, abundància d'espècies, estat sanitari, etc.
A la Xina hi ha registrat un calendari fenològic des de fa mil anys, i a Kyoto, al Japó, es registra la data de floració dels cirerers des de l'edat mitjana.